# Phokion
Phokion (Oudgrieks Φωκίων / Phōkíōn) was een Atheens politicus en veldheer.
Phokion was een Athener, uit de geringe burgerstand geboren. Hij genoot het onderwijs van Plato en Xenokrates en vormde zich naar de meest uitstekende voorbeelden. Hij was in zijn privé-leven menslievend en edelmoedig, maar in het openbare leven hardvochtig en streng. Hij verachtte rijkdom en alle weelde, maar ook het volk van zijn tijd, dat hij onvatbaar voor de vrijheid hield. Ver van alle overdreven bespiegelingen, een aanhanger van een zuiver utilisme, hield hij orde en tucht onder een krachtige regent destijds voor het meest wenselijke. En zo werd hij ondanks zijn vaderlandsliefde en zijn  eerlijkheid (dikwijls wordt hij χρηστός / chrēstos genoemd) een bestendig bestrijder van Demosthenes en bevorderde uit overtuiging de Macedonische invloed.
Uitmuntend als veldheer - hij was 45 keer strategos -  bezat hij tevens de bekwaamheid van een staatsman. Zonder juist redenaar te zijn was hem een kernachtige uitdrukking eigen, en in afwijking van de toenmalige gewoonte van vele van de voornaamste redenaars, zocht hij steeds door harde vermaningen het volk haar gebreken voor ogen te houden.
Hij sloot zich eerst bij Chabrias aan. Hij had als bevelhebber van de linkervleugel een belangrijk aandeel in de overwinning bij Naxos (376 v.Chr.) en verwierf zich de rooem van rechtvaardiheid bij het vorderen van de schatting van de nieuwe bondgenoten.
Daarna wordt hij pas terug vermeld in de bronnen, wanneer hij in 351 v.Chr. hulptroepen van de Carische regent Idrieus voor Artaxerxes naar Cyprus (tegen Pnytagoras) voerde. In 350 v.Chr. werd hij naar Euboea gezonden, om daar de Macedonische kuiperijen te verhinderen. Hij ondersteunde de tyrannos Ploutarchos en overwon bij Tamynae.
In 341 v.Chr. verdreef hij vandaar de tyrannos Kleitarchos en herstelde de invloed van Athene. In 339 v.Chr. redde hij Byzantion tegen de aanval van Philippos en beschermde Megara tegen de Thebanen.
Hij bleef echter pleiten voor een vrede met Philippos. Na de Slag bij Chaeronea gaf hij dan ook de raad om de “zeer gematigde” vredesvoorwaarden aan te nemen.
Na de dood van Philippos deed hij zijn best om de Atheners van overijlde stappen terug te houden en stemde, niettegenstaande de afkeer van de ekklèsia (volksvergadering), voor de uitlevering van de volksredenaars aan Alexander, maar wist ook later vergiffenis voor hen, op Charidemos na, te verwerven.
Hij stond steeds in hoge achting bij Alexander, maar nam nooit, hoe arm hij ook was, geld of enig gunstbewijs van hem aan.
Ook na de dood van Alexander verzette hij zich met alle macht tegen hen hervatten van de oorlog, en bij elke in de Lamische Oorlog behaalde overwinning gaf hij zijn bezorgdheid te kennen.
Toen nu deze oorlog ongelukkig was afgelopen, en Antipatros tegen Athene oprukte, moest het verslagen volk opnieuw tot de vrienden van Macedonië haar toevlucht nemen. Phokion begaf zich nu met de redenaar Demades naar Antipatros en moest een vrede sluiten, die 12000 burgers van hun rechten beroofde, de Macedoniërs in het bezit stelde van de haven Munychia en de edelste burgers aan de vijand prijsgaf.
Van nu af aan stond hij als strategos aan het hoofd van de staat en zocht, zoveel hij vermocht, de hardheid van de vredesbepalingen in de uitvoering te verzachten.
Doch toen  na de dood van Antipatros (319 v.Chr.) Polyperchon, teneinde Griekenland op zijn hand te brengen, de herstelling van de oude staatsregeling beloofde, zocht Phokion met behulp van Nikanor, de veldheer van Antipatros, dit te verhinderen. Hierdoor werd de toorn van het volk tegen hem opgewekt. En toen Alexander, zoon van Polyperchon, met een leger in Attica verscheen, werd hij afgezet en met zijn vrienden als verrader vervolgd. Zij begaven zich naar Polyperchon, maar deze zond hen naar Athene terug en liet aan het volk de beslissing omtrent hun lot over.
De redenaar Agnonides te trad als beschuldiger op, en met eenparige stemmen veroordeelde de ekklèsia hen wegens προδοσία / prodosía (verraad) ter dood. Phokion, reeds 80 jaar oud, moest in 318 v.Chr. samen met vier van zijn vrienden de gifbeker drinken.
Intussen had er spoedig een verandering in de gemoedstemming van de Atheners plaats. Er werd een standbeeld voor Phokion opgericht en Agnonides werd ter dood gebracht.

## Antieke bronnen
- Cornelius Nepos, Phocion.
- Demosthenes, Oratio de Corona, Oratio in Midiam.
- Diodoros Sikeliotes, Bibliotheca Historica.
- Ploutarchos, Demosthenes, Phokion.

## Referentie
- art. Phocion, in F. Lübker - trad. ed. J.D. Van Hoëvell, Classisch Woordenboek van Kunsten en Wetenschappen, Rotterdam, 1857, pp. 743–744.